# 草湖溪
草湖溪位於台灣中部，屬於烏溪水系，為大里溪支流，河長14.9公里，流域面積47.66平方公里，河床平均坡降1/90。流域分佈於臺中市南部，包括霧峰區東北半部、大里區東南端及太平區南端。
本流發源於大橫屏山山脈西側的太平區黃竹里，分向西北流至大里區頂塗城一帶匯合，向西沿大里、霧峰交界繞行至大里區西湖里附近會合乾溪，續流至大里區夏田里附近注入大里溪。
1999年發生921大地震，車籠埔斷層行經於竹子坑健民橋附近，該橋是橫越草湖溪，河床被抬升約2公尺高，並且在河旁有該斷層露頭。

## 草湖溪主要支流
- 草湖溪：台中市霧峰區、大里區、太平區
  - 乾溪：霧峰區
    - 鴿鳥坑溪：霧峰區

  - 北溝溪：大里區、霧峰區
    - 南坑溪：霧峰區
    - 中坑溪：霧峰區
    - 北坑溪：霧峰區